# Taylor Springs
Taylor Springs é uma cidade localizada no estado americano de Illinois, no Condado de Montgomery.

## Demografia
Segundo o censo americano de 2000, a sua população era de 583 habitantes.
Em 2006, foi estimada uma população de 579, um decréscimo de 4 (-0.7%).

## Geografia
De acordo com o United States Census Bureau tem uma área de
2,3 km², dos quais 2,2 km² cobertos por terra e 0,1 km² cobertos por água.

## Localidades na vizinhança
O diagrama seguinte representa as localidades num raio de 12 km ao redor de Taylor Springs.